# Ashbourne
Ashbourne, történelmi nevén Killeglan vagy Kildeglan (ír nyelven: Cill Dhéagláin, jelentése „Déaglán temploma”) kisváros Meath megyében, Írországban. Körülbelül 20 km-re fekszik Dublintól, és az M2-es autópálya határolja. 

## Történelme
Az Ashbourne környékén történt régészeti ásatások eredményei azt igazolják, hogy már az újkőkorszak idején is lakott település volt. Az M2-es autópálya építése során bronzkori település nyomát találták Rath környékén. 

## Népességnövekedés

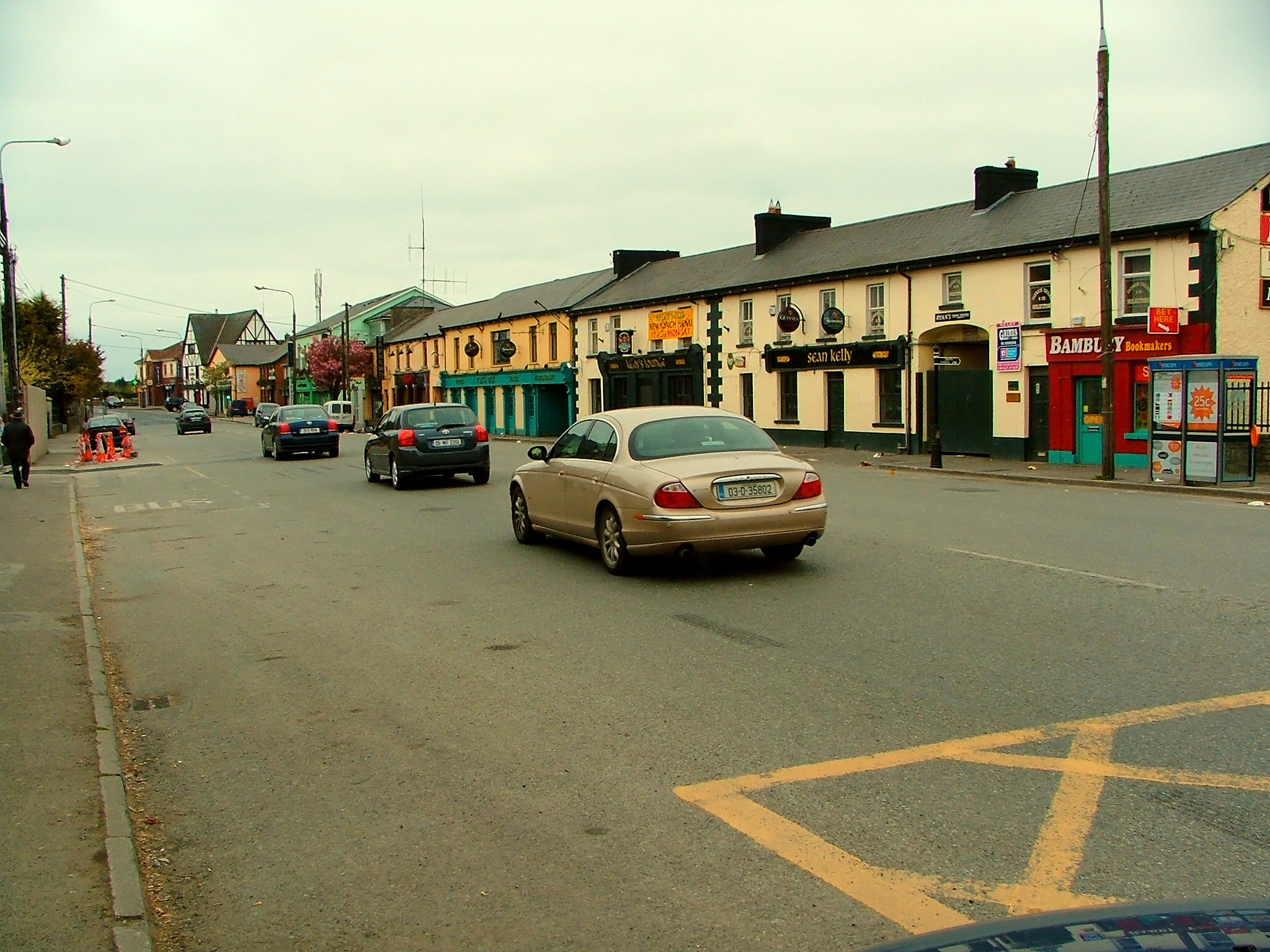
Ashbourne fő utcája

Egészen 1970-ig Ashbourne kis városka volt, 400 alatti állandó lakossággal. Aztán, ahogyan Dublin népessége egyre csak növekedett, amerikai típusú házak jelentek meg, felváltva ezzel a megszokott elkerített kerteket, ezzel is elősegítve a városka infrasuktúrális fejlődését. Ez újnak számított Írországban. A 2006-os népességszámláláskor a város lakossága 8528 fő volt, ami 34%-os növekedést jelent az előző, 2002-es népszámlálás adataihoz képest. A népesség 2013-ban körülbelül 14 000 főben volt meghatározva, ezzel Navan után Meath megye második legnépesebb településévé nőtte ki magát, illetve a Kelet-Meath-i régió legnagyobb városa lett.
Az új típusú lakóházak megjelenése is hozzájárult ahhoz, hogy ez a jelentős népességnövekedés Ashbourne-t egy igazi kozmopolita várossá tette, hiszen egy 2006-os népességszámlálás kimutatta, hogy az állandó lakosság mintegy 12%-a Írországon kívül született.
A litván kisebbség a második legnagyobb kisebbség Ashbourne-ben, az Egyesült Királyság polgárai után. Majdnem minden ötödik lakos litván állampolgár. Ashbourne lengyel kisebbsége a második legnagyobb Meathben Navan után.